# 1175 Margo
1175 Margo eller 1930 UD är en asteroid i huvudbältet, som upptäcktes 17 oktober 1930 av den tyske astronomen Karl Wilhelm Reinmuth i Heidelberg. Ursprunget till asteroidens namn är okänt.
Asteroiden har en diameter på ungefär 24 kilometer.